# Noonans syndrom
Noonans syndrom är en sällsynt genetisk diagnos med en prevalens på färre än 5 av 10 000 individer. I Sverige diagnostiseras mellan 40 och 100 barn med Noonans syndrom varje år. Syndromet beskrevs första gången 1883 av Olga Koblinsky. De amerikanska barnhjärtläkarna Jacqueline Noonan och Dorothy Ehmke beskrev 1963 nio barn med syndromet.
Vanliga fysiska kännetecken hos personer med Noonans syndrom inkluderar en bred panna, insjunkna ögon, ökat avstånd mellan ögonen, hängande ögonlock, en bred nacke och ett framskjutande bröstben. Kortväxthet och olika hjärtproblem är vanliga, liksom utvecklingsfördröjningar, kognitiva svårigheter och psykiska problem. Andra associerade medicinska problem kan vara ögon- och synproblem, hörselnedsättningar, öroninfektioner (mediaotiter), missbildningar av öronen, lymfsystemproblem och andra fysiska och medicinska problem.
Cirka 50 till 80 procent av de drabbade har en medfödd hjärtsjukdom. Den vanligaste hjärtsjukdomen som denna patientgrupp drabbas av är pulmonalisstenos. Denna hjärtsjukdom drabbar cirka 20 till 50 procent av alla patienter med Noonans Syndrom, medan hypertrofisk kardiomyopati (HCM) är den näst vanligaste med 20 till 30 procent.

## Orsaker
Noonans syndrom är ett genetiskt syndrom med autosomalt dominant nedärvning, vilket innebär att det kan ärvas från en förälder eller uppstå som en ny mutation. Den vanligaste orsaken till Noonans syndrom är en mutation i genen PTPN11, och cirka hälften av alla med diagnosen har mutationer i denna gen. Noonans syndrom kan även orsakas av mutationer i generna RAF1, SOS1, KRAS, SHOC2 och NRAS.. Etiologin bakom Noonans syndrom är okänd hos 15-20% av fallen. Generna PTPN11, SOS1, RAF1 och RIT1 ger instruktioner för att skapa proteiner viktiga för celltillväxt, vilket behövs för att celler ska växa och dela sig.
I Noonans syndrom är mutationer i gener kopplade till RAS-MAPK-signalvägen vanliga. Dessa mutationer stör RAS-MAPK-signalvägens normala funktion, vilket är avgörande för att reglera celltillväxt och differentiering (utvecklingen av specialiserade celltyper). När signalvägen inte regleras korrekt kan det leda till avvikande celltillväxt och differentiering, vilket resulterar i de karakteristiska dragen hos personer med Noonans syndrom. Fel i RAS-MAPK-signalvägen kan leda till den typiska kortvuxenheten inom Noonans syndrom, olika hjärtmissbildningar samt de specifika ansiktsdragen som är typiska för syndromet. Det kan även påverka andra kroppssystem, som det kardiovaskulära systemet genom hjärtproblem och nervsystemet genom neurologiska symtom och komplikationer förknippade med Noonans syndrom.

## Diagnostik
Noonans syndrom kan i vissa fall diagnostiseras före födelsen (prenatalt) genom fosterdiagnostik som fostervattenprov. Oftast ställs diagnosen baserat på yttre tecken och symtom som syndromet uppvisar efter födseln.. Medfödda hjärtfel, speciella ansiktsdrag, muskelsvaghet och begränsad tillväxt är tecken som tidigt kan ge en misstanke om Noonans syndrom och bidra till diagnosen. Idag kan cirka 75 procent av de drabbade diagnostiseras genetiskt redan som barn..Tillgången till genetisk testning har lett till en ökad och tidigare diagnostisering av Noonans syndrom.

## Hörselnedsättning hos personer med Noonans syndrom
Hörselnedsättning och relaterade hörsel besvär är vanligt förekommande hos individer med Noonans syndrom. Prevalensen för hörselnedsättning hos dessa individer ligger runt 20%. Cirka 10% av dem har hörselnedsättning inom det lågfrekventa området (under 1000 Hz) på grund av sensorineural hörselnedsättning, medan ungefär 25% har problem inom det högfrekventa området (över 1000 Hz).
Strukturella avvikelser i innerörat, inklusive avvikelser i tinningbenet (os temporale), är också vanliga hos personer med Noonans syndrom. Hörselnedsättningen kan vara medfödd eller förvärvad. Under den tidiga barndomen drabbas många individer med Noonans syndrom av upprepade öroninflammationer (mediaotiter). Detta beror främst på att örontrumpeten (tuba auditiva) är trång, vilket gör att vätska enkelt kan ansamlas bakom trumhinnan (tympaniska membranet). Om återkommande öroninflammationer inte behandlas kan det leda till hörselnedsättning.

## Stödorganisationer
- Svenska Noonan föreningen.[14]